# أحمد شاكر عبد اللطيف
أحمد شاكر (7 يونيو 1970 - ) ممثل مصري تنوعت ادواره بين التلفزيون والمسرح والسينما وهو ابن المخرج شاكر عبد اللطيف اشتهر في تقديم مختلف الأدوار فلم يقتصر على تقديم شخصية معنية كان من أشهرها شخصية فريد في مسلسل أسمهان وحصل علي جوائز كثيرة من مصر. أدار المسرح القومي المصري حتى استقال منه على خلفية تحفظه على عمل مسرحي.

## أعماله

### أفلام
- سري للغاية:2021-الرئيس محمد حسني مبارك (لم يعرض بعد)
- جالا جالا:2001-عصام
- الجنتل:1996-ثروت
- إلا ابنتي:1992

### مسلسلات
| - الاختيار 2: رجال الظل:2021-محمد عويس - مشرفة رجل لهذا الزمان:2011-د.علي مصطفى مشرفة - أحلام نبيلة:2009 - زهرة برية:2009-رأفت - أسمهان:2008-فريد الأطرش - ثوره وحكايه:2008-كامل - شرخ في جدار العمر:2007 - العزبة:2006-وليد - مباراة زوجية:2006-حسام - ومضى العمر يا ولدي:2006-احمد - ومضى عمري الأول:2006-احمد - أحلام سارة:2005-مروان | - أريد حلًا:2005 - كارنتينا:2005-وسيم - الحب والعنف:2004-حكيم - الطارق:2004-يطومث - المرسى والأرض:2004 - يا ورد مين يشتريك:2004-الضابط ياسر - خان القناديل:2003-نسيم - فارس الرومانسية:2003-محمود السباعي اخو يوسف - أميرة في عابدين:2002-طارق - انظر حولك وابتسم:2002-بيكو - قاسم أمين:2002-الخديوى عباس حلمى - أحلام سنابل:2001-وليد | - الخير ينتصر أحيانا:2001-عاطف - بوابة الحلواني ج4:2001-الأمير توفيق - تلال الغضب:2001 - حبنا الكبير:2000-كمال - عندما تثور النساء:2000 - امسك الخشب:1999 - أم كلثوم:1999-وجدي هيكل - أيام الضحك والدموع / عائلة السكري:1998 - الأبطال ج2:1997-فورييه - رياح المدينة:1997 - الحب الكبير:1996 - ترويض الشرسة:1996-د. عزيز حفناوي | - عزبة المنيسي:1996 - الألغاز والمغامرون الخمسة:1995-النقيب حسام - الضحية والجزار:1995-عادل - المال والبنون ج2:1995-محمود شرابي - هالة والدراويش:1994-مصطفى - لعبة الفنجري:1993 - أم العريف:1992-حلقه مهنه النقاش - وما زال النيل يجري:1992-عادل - النوّة:1991-علاء - غريب:1991 - مذكرات زوج:1990-مروان |

### أخرى
| - سهرة تليفزيونية: الأقنعة:2006 - سهرة تليفزيونية: بريق الوهم:2004 - مسرحية: الجنزير:1996 - سهرة تليفزيونية: الحب بين الرمال والسحاب:1994 | - مسرحية: سعدون المجنون:1992 - سهرة تليفزيونية: الانتقام القاتل:0-رشدي - سهرة تليفزيونية: ذات يوم ذات شهر ذات سنة:0 - سهرة تليفزيونية: وتمت بحمد الله:0-أدوار متعددة (5) |

### برامج
- مساء الفن:2016-ضيف
- معكم منى الشاذلي:2014-ضيف
- بلاتوه:2010-ضيف
- واحد من الناس:2008-ضيف
- 90 دقيقة:2006-ضيف